# 塔赫塔穆凱區

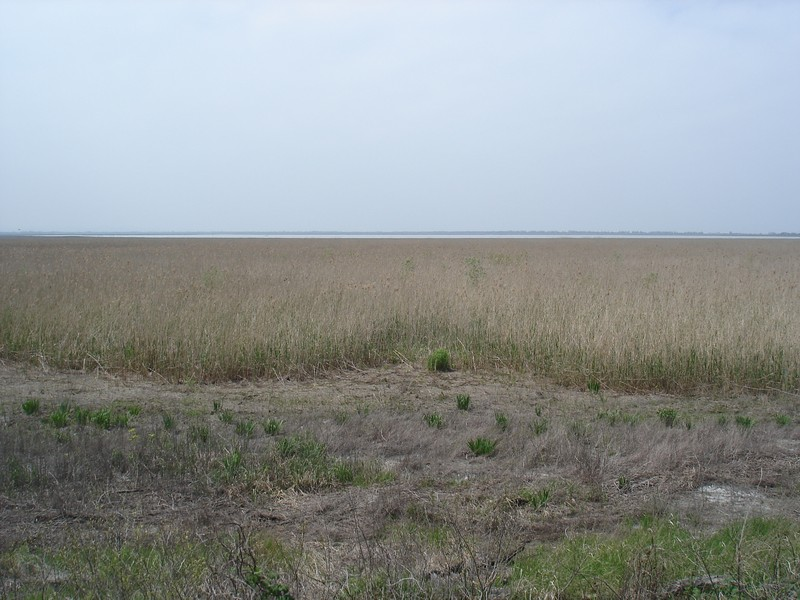

44°55′N 39°00′E / 44.917°N 39.000°E
塔赫塔穆凱區（俄语：Тахтамукайский район），是俄羅斯的一個區，位於該國西南部，由阿迪格共和國負責管轄，始建於1924年9月2日，面積463.6平方公里，2010年人口69,662，人口密度每平方公里150.3人。